# Antec
Antec, Inc. – amerykański producent obudów komputerowych, zasilaczy komputerowych i akcesoriów. Firma specjalizuje się w tworzeniu wytrzymałych, ale ciężkich obudów ze stali. Antec po pewnym czasie istnienia rozszerzył swoją ofertę o zasilacze oparte na modułach Sea Sonic. Produkty firmy Antec są przeznaczone na rynki entuzjastów gier, modyfikowania komputerów i majsterkowania. Główna siedziba firmy znajduje się w mieście Fremont, a jej biuro lokalne w Rotterdamie. Produkty firmy Antec są sprzedawane w ponad czterdziestu krajach świata.